# Кенжин, Асфендияр
Асфендия́р Кенжи́н (каз. Аспандияр Кенжин; 24 декабря 1887, село Ракуша, Уральская область, Российская империя (ныне Атырауская область, Казахстан) — 26 февраля 1938, Алма-Ата, Казахская ССР, СССР) — казахский общественный деятель, активист партии «Алаш».

## Биография

### До революции
Родился в 1887 году в селе Ракуша, его отец был пастухом. В десять лет он уехал из Ракуши в другое село, в котором располагалась казахско-русская школа, для учёбы. Когда ему исполнилось пятнадцать, он отправился в Оренбург, чтобы продолжить обучение в учительской семинарии. В 1906 году он её окончил. После окончания учёбы он преподавал и занимался самообразованием, параллельно занимаясь общественной работой. Был корреспондентом газеты «Казах». Состоял во Всероссийском земском союзе. Происходит из Младшего жуза.

### После революции
Через некоторое время после Февральской революции он присоединился к движению «Алаш». Был председателем земского управления Темирского уезда Тургайского военного совета. Принимал участие в переговорах как с Колчаком, так и с Алиби Джангильдином.
В 1920-х — 1930-х годах занимал должности наркома просвещения и наркома торговли Казахской АССР, затем был председателем Совнархоза КазАССР. Возглавлял правительственную комиссию по переносу столицы КазАССР в Кзыл-Орду. Был начальником строительства Семипалатинского мясокомбината, представителем комитета по заготовкам (Комзаг) при Совете народных комиссаров СССР в Туркменистане, заместитель директора предприятия «Облкожзаготовка» в Оренбурге.

### Репрессии и гибель
За принадлежность к движению «Алаш» трижды исключался из ВКП(б): в 1921, 1932 и 1936 годах. 5 января 1938 года он был арестован, а 26 февраля того же года — расстрелян в Алма-Ате.
30 января 1990 года Президиум Верховного Совета СССР пересмотрел его дело. Асфендияр Кенжин был посмертно реабилитирован.